# Patatine
La patatine est une glycoprotéine que l'on trouve dans les pommes de terre (Solanum tuberosum). La principale fonction de la patatine est d'être une protéine de stockage mais elle a aussi une activité de lipase et peut cliver les acides gras des lipides membranaires,. La patatine représente environ 40 % des protéines solubles des tubercules de pomme de terre. Des membres de cette famille de protéines se rencontrent aussi chez les animaux.